# 봉숭아꽃물
봉숭아꽃물은 한국방송공사 특집드라마이다.

## 제작진
- 극본 : 김민숙
- 연출 : 김재현

## 출연진
- 곽경환
- 김인문
- 박주아
- 신구
- 여운계
- 이대로
- 정동환
- 정애란
- 최병학
- 하미혜